# Liste der Stolpersteine in De Fryske Marren

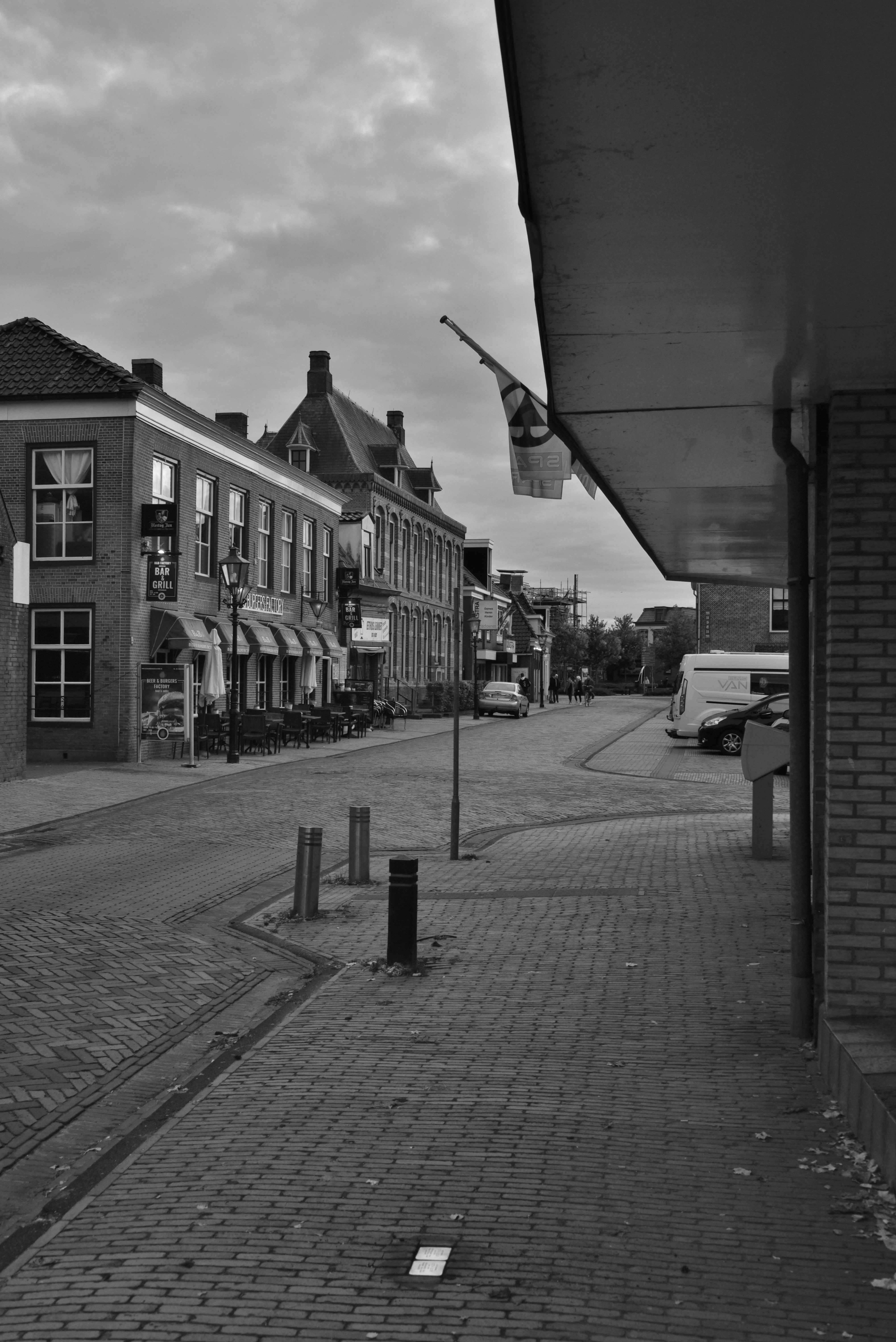
Stolpersteine für die Geschwister Blok in Lemmer

Die Liste der Stolpersteine in De Fryske Marren umfasst die Stolpersteine, die vom deutschen Künstler Gunter Demnig in De Fryske Marren in der niederländischen Provinz Fryslân verlegt wurden. Stolpersteine sind Opfern des Nationalsozialismus gewidmet, all jenen, die vom NS-Regime drangsaliert, deportiert, ermordet, in die Emigration oder in den Suizid getrieben wurden. Demnig verlegt für jedes Opfer einen eigenen Stein, im Regelfall vor dem letzten selbst gewählten Wohnsitz.
Die erste Verlegung in dieser Kommune fand am 28. März 2020 in Lemmer statt.

## Verlegte Stolpersteine

### Echtenerbrug
Im Dorf Echtenerbrug wurde ein Stolperstein verlegt.
| Stolperstein | Übersetzung                                                                          | Verlegort                  | Name, Leben |
| ------------ | ------------------------------------------------------------------------------------ | -------------------------- | --- |
|              | HIER WOHNTE JANTJE JACOBS GEBOREN 1883 DEPORTIERT 1942 ERMORDET 19.11.1942 AUSCHWITZ | Echtenerbrug, Duimstraat 5 | Jantje Jacobs wurde am 8. November 1883 geboren. Sie war lange Zeit Bezirkskrankenschwester des Grünen Kreuzes. Sie blieb unverheiratet und lebte in der Duimstraat in Echtenerbrug. Sie übte ihren Beruf gewissenhaft aus und war sehr beliebt. Am 21. Dezember 1940 wurde sie nach 22 Dienstjahren in einer außerordentlichen Mitgliederversammlung verabschiedet. Als Zeichen der tiefen Dankbarkeit bekam sie ein Fahrrad geschenkt. Sie vertraute, ebenso wie Sarah und Joseph Blok aus Lemmer, darauf, dass ihr nichts widerfahren werde – schließlich war sie in der Gemeinschaft verankert, „schließlich hatte sie niemandem geschadet...“. Das Vertrauen wurde missbraucht. Die niederländische Polizei holte sie ab. Über das Durchgangslager Westerbork wurde sie nach Polen deportiert und am 19. November 1942 im Vernichtungslager Auschwitz von den Nazis ermordet. |

### Lemmer
In Lemmer wurden zwei Stolpersteine an einer Anschrift verlegt.
| Stolperstein | Übersetzung                                                                        | Verlegort             | Name, Leben |
| ------------ | ---------------------------------------------------------------------------------- | --------------------- | --- |
|              | HIER WOHNTE JOZEPH BLOK GEBOREN 1878 DEPORTIERT 1942 ERMORDET 19.11.1942 AUSCHWITZ | Lemmer, Nieuwburen 24 | Jozeph Blok wurde am 10. Oktober 1878 geboren, er war der Bruder von Sarah Blok. Die Geschwister lebten in der Nieuwburen in Lemmer. Jozeph Blok war im kleinbäuerlichen Viehhandel tätig, während des Ersten Weltkriegs versuchte er, mit Schleifmitteln usw. Geld zu verdienen. Seine Schwester ging kaum unter die Leute, weil sie praktisch blind war. Jozeph Blok war ein umgänglicher Mensch, den man allerorts treffen konnte, auch im Musikclub. Die niederländische Polizei holte die Geschwister ab. Sie wurden in das Durchgangslager Westerbork verschleppt, nach Polen deportiert und am 19. November 1942 im Vernichtungslager Auschwitz von den Nazis ermordet. |
|              | HIER WOHNTE SARAH BLOK GEBOREN 1876 DEPORTIERT 1942 ERMORDET 19.11.1942 AUSCHWITZ  | Lemmer, Nieuwburen 24 | Sarah Blok wurde am 25. Juni 1876 geboren, sie war die Schwester von Jozeph Blok, der als Viehhändler tätig war, aber bei Gelegenheit auch mit anderen Waren handelte. Die Geschwister lebten in der Nieuwburen in Lemmer. Während ihr Bruder ein extrovertierter Charakter war und ständig unter Leute, lebte Sarah Blok zurückgezogen und verließ die Wohnung nur sehr selten, denn sie war praktisch blind. Die niederländische Polizei holte die Geschwister ab. Sie wurden in das Durchgangslager Westerbork verschleppt, nach Polen deportiert und am 19. November 1942 im Vernichtungslager Auschwitz von den Nazis ermordet.                                           |

## Verlegedaten
- 28. März 2020: Lemmer
- 30. März 2020: Echtenerbrug